# コンドリーザ・ライス
コンドリーザ・ライス（Condoleezza Rice、1954年11月14日 - ）は、アメリカ合衆国の政治家、政治学者。スタンフォード大学フーヴァー研究所所長。学位はPh.D.（デンバー大学・1981年）。
ジョージ・W・ブッシュ政権1期目で第20代アメリカ合衆国国家安全保障問題担当大統領補佐官、ジョージ・W・ブッシュ政権2期目で第66代アメリカ合衆国国務長官を歴任した。

## 概説
ジョージ・W・ブッシュ政権1期目で20代目国家安全保障問題担当大統領補佐官と2期目で66代目アメリカ合衆国国務長官を歴任した。政治学の博士号を持ち、スタンフォード大学教授やシェブロン取締役を務めた。
2004年11月にブッシュはアメリカ合衆国国務長官としてコリン・パウエルの後任にライスを指名した。2005年1月26日にアメリカ合衆国上院は賛成85・反対13で彼女の指名を承認し、彼女は同日宣誓した。アフリカ系アメリカ人女性としては初のアメリカ合衆国国務長官（アフリカ系アメリカ人としてはコリン・パウエルに続く2人目で、女性としてはマデレーン・オルブライトに続く2人目）である。またジョージ・W・ブッシュ大統領の1期目ではアフリカ系アメリカ人及び女性として初の国家安全保障担当大統領補佐官を務めており、『フォーブス』2005年版「世界最強の女性」では1位になっている。

## 来歴

### 生い立ち
1954年11月14日にアメリカのアラバマ州バーミングハムで、ジョン・ウェズレー・ライスJr.とアンジェレーナ・ライス夫妻の一人娘として生まれた。父親は長老派教会の牧師で、母親は音楽教師であった。名前はイタリア語の音楽用語「コン･ドルチェッツア con dolcezza」（甘美に柔らかく演奏する）に由来する。
コロンビア大学ジャーナリズム大学院学部長のニコラス・レーマンが書いた記事：「バーミンハムには保険業で成功した一組の黒人家族、ギャストン一家がいた。それに続いて支配していたのはアルマ・パウエルの一家だった。アルマの父親と伯父は町にある二つの黒人高校の校長であった。ライスの父親、ジョン・ウェズレー・ライスジュニアは高校のガイダンスカウンセラーとしてアルマ・パウエルの伯父のために働き、週末に説教を行う牧師であった。ライスの母親アンジェレーナは教師だった」（アルマ・パウエルはコリン・パウエルの妻）。
8歳だった1963年9月15日に友人のデニース・マクネーアが白人優越論者による16番街聖ヨハネ教会での爆弾テロで死亡した。両親は常々「教育が人種差別に対する最高の防御になる」と教えた。ライスはあるスピーチで「（子供の頃、生まれ育った南部アラバマでは）ウールワースでハンバーガーを食べることはできなかったかもしれませんが、（教育に熱心な）両親の励ましがあったおかげで、（努力さえすれば）大統領になることだって可能だということに私は何の疑いも持っていませんでした」と語っている。ライスは「体制の中にある不平等を克服するには、人の二倍優秀でなければいけない。」とも語っている。
1967年に父親がデンバー大学の学部長補佐となり、一家はコロラド州デンバーに転居した。

### 大学時代
アスペン・ミュージック・キャンプでピアノを学んだ後に、ライスは15歳でデンバー大学に入学した。彼女の父親は同大学で副学部長を務め、「The Black Experience in America」クラスを教えた。彼女はコンサートピアニストになるクラスで学んだが、元アメリカ合衆国国務長官マデレーン・オルブライトの父親で国際研究大学院（現在のデンバー大学ジョセフ・コーベル国際研究大学院）の校長でもあったジョセフ・コーベルの国際政治入門クラスに参加し、ソ連や国際関係への興味を持つこととなった。ライスはコーベルを「私の人生で最も重要な人物のうちの一人」と語った。
ライスは1974年に19歳でデンバー大学から政治学士号を優等で得て、1975年にはノートルダム大学から修士号を得た。彼女は1977年からアメリカ合衆国国務省に勤務し、ジミー・カーター政権下で教育文化省のインターンとなった。1979年にソ連のモスクワ大学に留学しロシア語を学ぶ。1981年にはデンバー大学で政治学の博士号を得る。彼女はロシア語が非常に堪能なバイリンガルで、ほかにもチェコ語・フランス語・スペイン語を解する。

### 学者時代
1981年よりスタンフォード大学助教（Assistant Professor）。1987年に准教授に昇進。在野時代より既に東欧史・軍事史の分野でも声望を得ており、クラウゼヴィッツ戦略学の世界的権威ピーター・パレットのまとめた論文集にもその論文が掲載されている。

### 政界入り

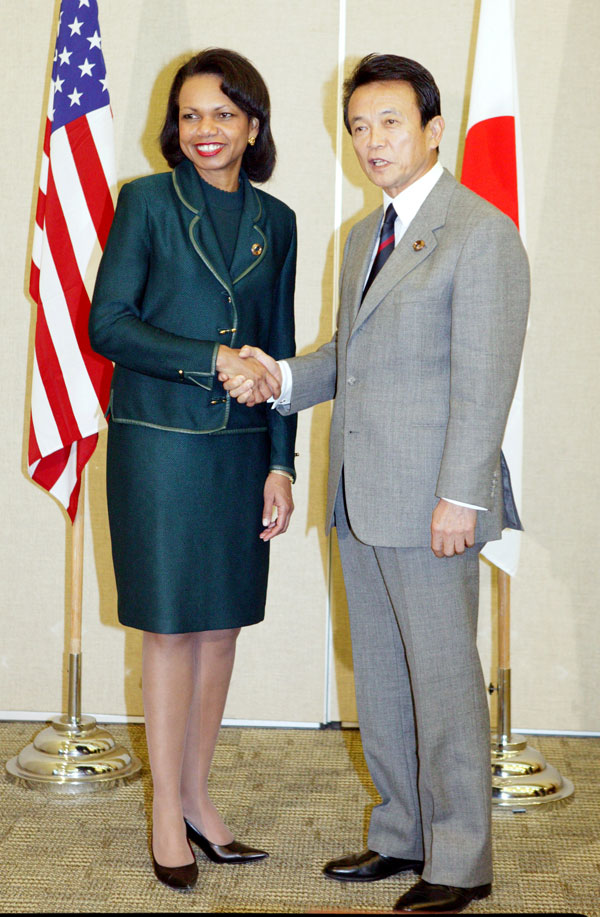
アジア太平洋経済協力(APEC)閣僚会議にて麻生太郎外務大臣と会談(2005年)

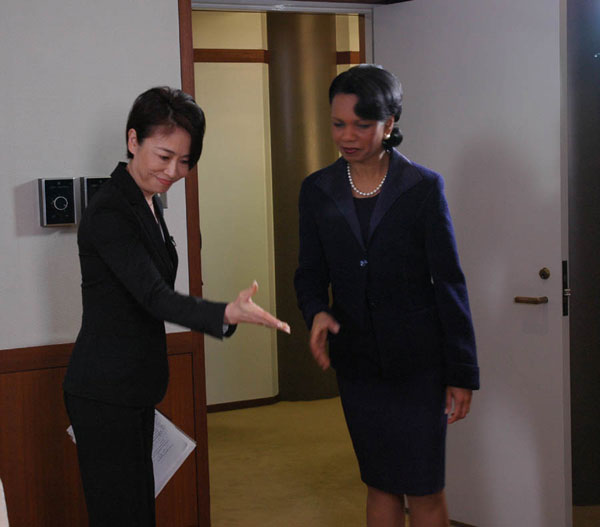
訪日時に日本のニュースキャスターである安藤優子によるインタビューに臨むライス(2005年3月19日)

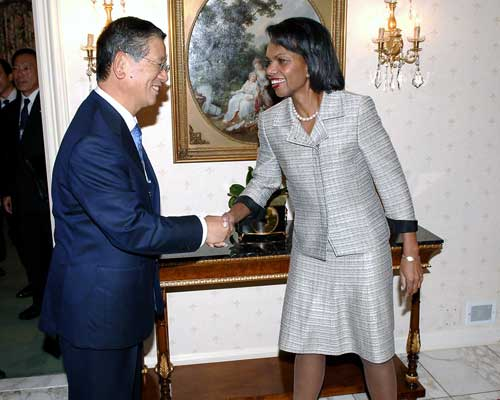
2007年の訪日時に外務省にて町村信孝外務大臣と会談。

### ジョージ・H・W・ブッシュ政権
1989年から1991年まで、アメリカ共和党のジョージ・H・W・ブッシュ政権に参画。ブレント・スコウクロフト国家安全保障担当補佐官の下、国家安全保障会議東欧ソ連部長として、ソビエト連邦及び東ヨーロッパの専門家として、辣腕を振るう。日本にも度々訪れ、海上自衛隊などでソビエト連邦に関した講義を行った。
1991年、スタンフォード大学に復職する。1993年、教授に昇進。同時に最年少で、女性としても白人以外としても初の、スタンフォード大学の教務局長 (Provost) になる。

#### ジョージ・W・ブッシュ政権
2001年1月20日より国家安全保障問題担当大統領補佐官として、アメリカ共和党のジョージ・ウォーカー・ブッシュ政権の外交政策立案に当たる。同年9月11日に発生したアメリカ同時多発テロ事件後のアフガニスタン戦争やイラク戦争など強硬政策を推進。
2003年にマイケル・ムーアが監督したドキュメンタリー映画『華氏911』にてゴールデンラズベリー賞の最低助演女優賞、最低スクリーンカップル賞受賞。
2004年にコリン・パウエルの国務長官辞任を受けて66代目アメリカ合衆国国務長官に就任。対東アジア外交面では在日アメリカ軍再編や北朝鮮問題に奔走するなど多忙な日々を送る。
2006年10月に北朝鮮核実験直後に来日し、日本国内閣総理大臣安倍晋三（第1次安倍内閣）との会談で北朝鮮への制裁と日米同盟強化を確認した。
2007年5月に「BDAの金融問題が想像以上に複雑で、解決へ少し時間の余裕を与えた。しかし、忍耐は無限ではない。この点をタロー（麻生太郎）とも緊密に話し合った」と述べた。
2008年11月にはパレスチナを訪問した。ブッシュと共にイスラエル・パレスチナの和平プロセスを進めていた。「パレスチナ国家の樹立は近づいている」と述べ、その一方でヨルダン川西岸で入植活動を続けるイスラエルを再び批判した。

### 引退後
2009年1月20日のブッシュ政権の退任後はスタンフォード大学のフーヴァー研究所に復職し、「外交政策をテーマにした本と自分の両親についての本を執筆する予定だ」と語っていた。2009年3月1日付けでスタンフォード大学の政治学教授・フーヴァー研究所上級フェローに復帰した。
2017年秋の叙勲で旭日大綬章を受章した。
2022年夏より、NFLデンバー・ブロンコスのオーナーである、ウォルトン=ペナー・ファミリー・グループの一員となっている。

## 政策・主張
支持者からはアメリカ屈指の戦略家であり、オフェンシブ・リアリスト（攻撃的現実主義者）と評される。バランス・オブ・パワーを破壊しようとする勢力には当然に武力行使も選択肢に入れた対応をしなければならないとする立場であり、クラウゼヴィッツ戦略学の正統に位置するとも言える。経済への理解も深いが、リベラリストのように経済に深入りし過ぎた判断をすることも無いとされる（対中国への姿勢に特に顕著）。
自分の経験からアファーマティブ・アクションには「効果が無い」と反対している。
批判者からはブッシュの政策顧問団バルカンズの一人でもある彼女をいわゆるネオコンに分類し、ブッシュ大統領への忠誠心を評価されて要職を射止めたとする論調も見られる。アメリカを代表するジャーナリストの一人であるボブ・ウッドワードは、著書『ブッシュの戦争』の中で、ライスは政権内の強硬派であるチェイニーやラムズフェルドに軽く見られ相手にされておらず、「イラク戦争をはじめ重要な政策の決定においてほとんど影響力を行使できなかった」と批判している。
ドイツの国際連合安全保障理事会常任理事国入りにドイツのフィッシャー外相との共同記者会見の席でライスは「ドイツの常任理事国入りは賛成しない」と明言している。
アフリカ系アメリカ人であるためにアフリカ諸国の反米政権からは軽蔑の対象とみなされる事がある。例えばジンバブエの独裁政権を非難するとロバート・ムガベ大統領からは『白人の奴隷』と軽蔑され、またハリー・ベラフォンテからも「白人に媚びる奴隷」と似たような事を言われた。
政治的な信条は異にするが、アメリカ民主党のバラク・オバマ上院議員が初のアフリカ系アメリカ人のアメリカ合衆国大統領として当選した際には、「アフリカ系アメリカ人として誇りに思う」と述べている。

## 人物

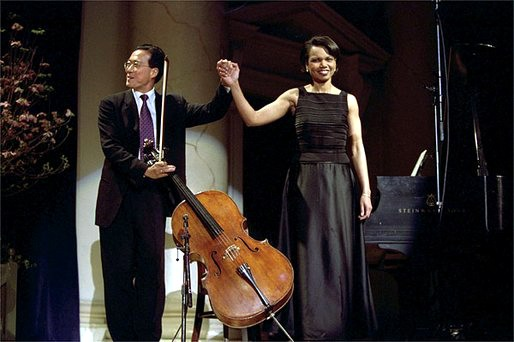
ブラームスのソナタをヨーヨー・マと競演し、観客から喝采を浴びるライス補佐官 (当時)

趣味はピアノ・フィギュアスケート・フィットネス・フットボールと野球の観戦（ニューヨーク・ヤンキースファン、NFLはクリーブランド・ブラウンズのファン）、音楽鑑賞、ショッピング。フェラガモがお気に入りのブランドという。好きな作家はドストエフスキー、好きな作曲家はブラームスである。
ピアノの腕前はプロ並みで、2002年にはチェロ奏者ヨーヨー・マとチャリティーコンサートで共演。2009年3月アメリカのTVトーク番組「ジェイ・レノ・ショウ」出演時には「レッド・ツェッペリンも好き」とも発言した。
2012年に長年女性に対して門戸を閉ざしていたオーガスタ・ナショナル・ゴルフクラブは、ライスを初の女性会員として受け入れた。それまでゴルフを趣味とすることについては報道される機会はなかったが、2013年にはオーガスタでフィル・ミケルソンとラウンドした様子が報道されている。
「ライスのIQは180または200である」と語られることがある。ライスの知能指数を科学的に計測したデータが公表されているというわけではなく、これは裏付けの無い風説である。なお、ライス本人は自伝において、6歳時に受けたIQテストで136だったことを明かしている。
アメリカ合衆国史上3人目、アフリカ系アメリカ人女性としては初の女性の国際連合大使であるスーザン・ライスとは同姓であり、たまたま容姿が似ているため誤解される事が多いが血縁関係はない。
独身であるが、本人は「独身主義というわけではない」としている。

## 著書

### 単著
- 『The Soviet Union and the Czechoslovak Army, 1948-1983: Uncertain Allegiance』 (Princeton University Press, 1984年)
- 『Condoleezza Rice: A Memoir of My Extraordinary, Ordinary Family and Me』 (Delacorte Press, 2010年)

中井京子訳『コンドリーザ・ライス自伝～素晴らしいありふれた家族の物語』（扶桑社、2012年）
- 『No Higher Honor: A Memoir of My Years in Washington』 (Crown, 2011年)

福井昌子、波多野理彩子他訳『ライス回顧録 ホワイトハウス 激動の2920日』（集英社、2013年）
- 『Democracy: Stories from the Long Road to Freedom』（Twelve, 2017年）

### 共著
- 『Germany Unified and Europe Transformed: A Study in Statecraft』 with Philip Zelikow (Harvard University Press, 1995年)
- 『The Strategy of Campaigning: Lessons from Ronald Reagan and Boris Yeltsin』 with Kiron Skinner, Bruce Bueno de Mesquita and Serhiy Kudelia (University of Michigan Press, 2008年)